# Баллады (Шопен)

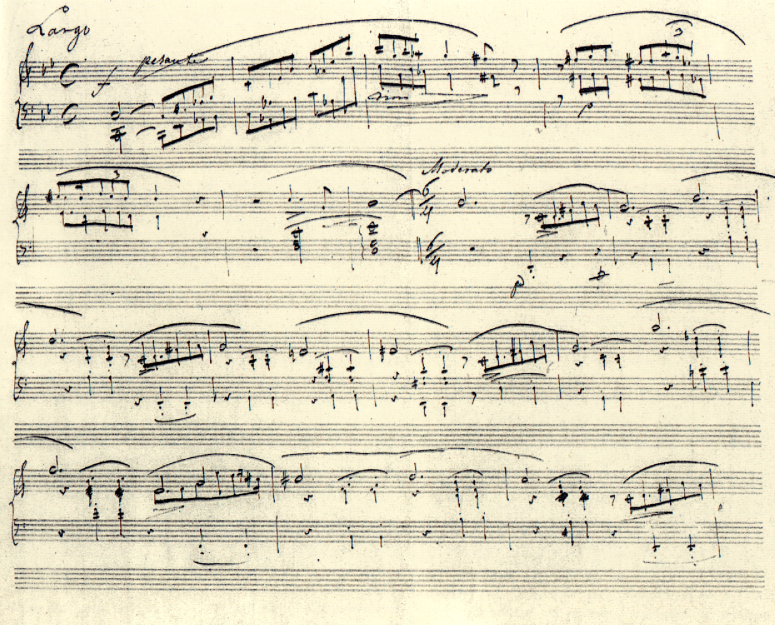
Баллада № 1, оригинальная рукопись Шопена

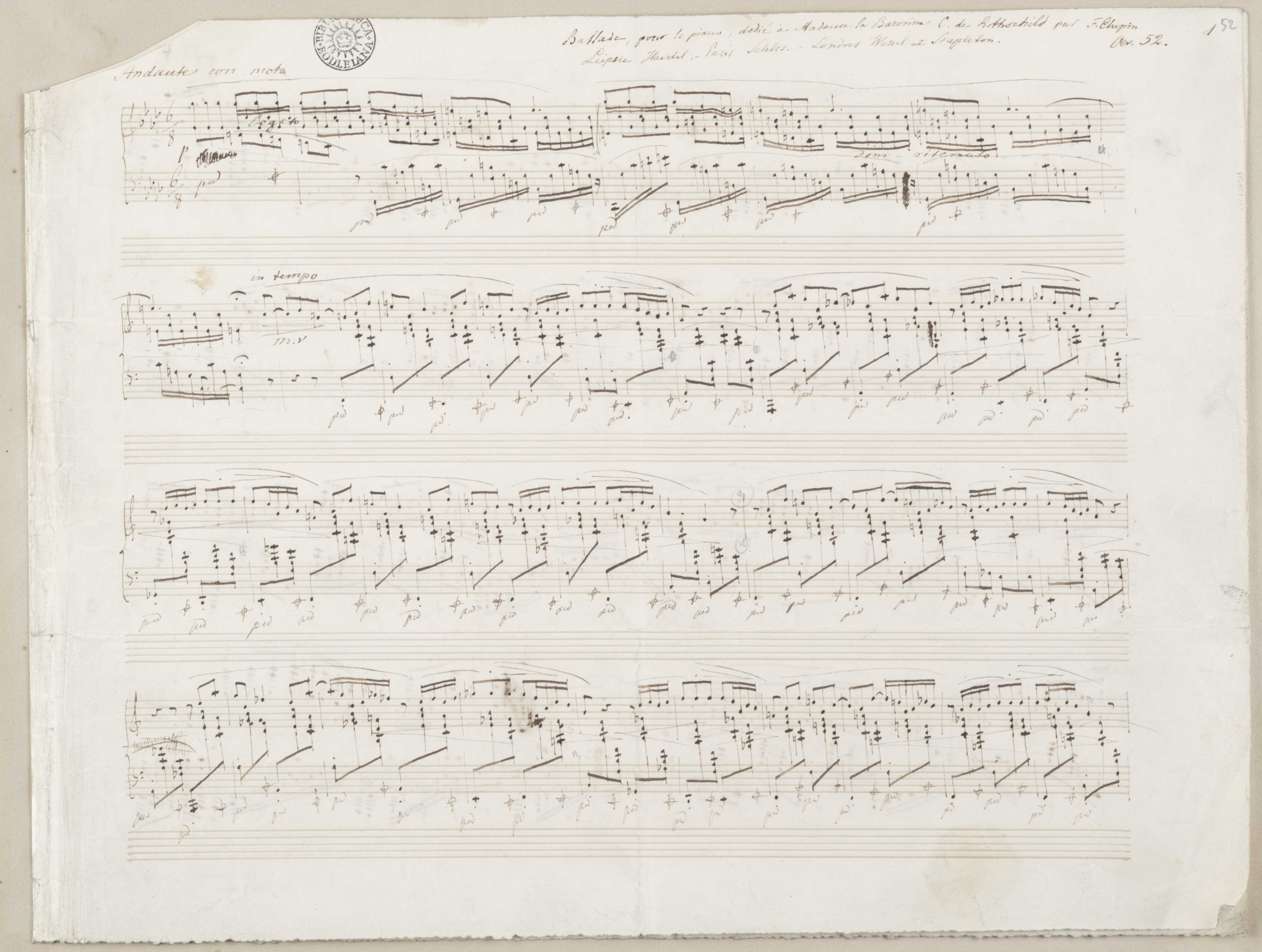
Баллада № 4

Четыре баллады Фридерика Шопена — одночастные произведения для фортепиано, созданные между 1831 и 1842 годом. Они считаются одними из сложнейших произведений в стандартном фортепианном репертуаре.

## Список
Несмотря на публикацию баллад в одном сборнике и присвоение им номеров, принято обозначать их по опусам и тональностям:
- Ор. 23 g-moll (1831—1835)
- Op. 38 F-dur (1836—1839)
- Op. 47 As-dur (1840—1841)
- Op. 52 f-moll (1842—1843)  (Источник ― Список произведений Фридерика Шопена)

## Описание
Термин «баллада» был использован Шопеном в смысле балетной интерлюдии или же танцевальной пьесы, эквивалентно старой итальянской баллате. В интерпретации жанра Шопеном присутствуют драматические и танцеподобные элементы, и он считается первооткрывателем баллады как абстрактной музыкальной формы. Вероятно, что четыре баллады были придуманы под влиянием поэта Адама Мицкевича, но конкретные источники вдохновения для каждой отдельной баллады остаются неизвестными.
Несмотря на то, что баллады не соответствуют сонатной форме, «балладная форма», созданная Шопеном, является иным вариантом сонатной формы со специфическими отклонениями, такими как зеркальная реприза. Ференц Лист и Иоганнес Брамс писали собственные балады, вдохновившись примером Шопена.
Баллады являются отдельными произведениями, несмотря на объединяющее их название. По словам композитора и музыкального критика Луи Элерта, они совершенно различна, и их романтическая разработка вместе с благородностью[неизвестный термин] их мотивов являются единственными сходствами. Современные теоретики[кто?] показали, что баллады на самом деле имеют много общего, например, «балладный метр» (6/4 или 6/8) и определённые жанровые особенности (например, зеркальная реприза и задержка структурной доминанты).
Четыре баллады находятся в списке самых известных композиций Шопена и часто исполняются на концертах.

## Ноты баллад

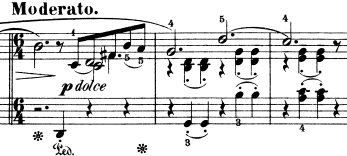
Тема баллады № 1
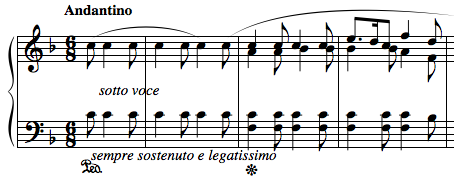
Начало баллады № 2
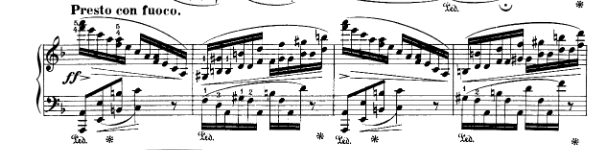
Начало второй секции баллады № 2
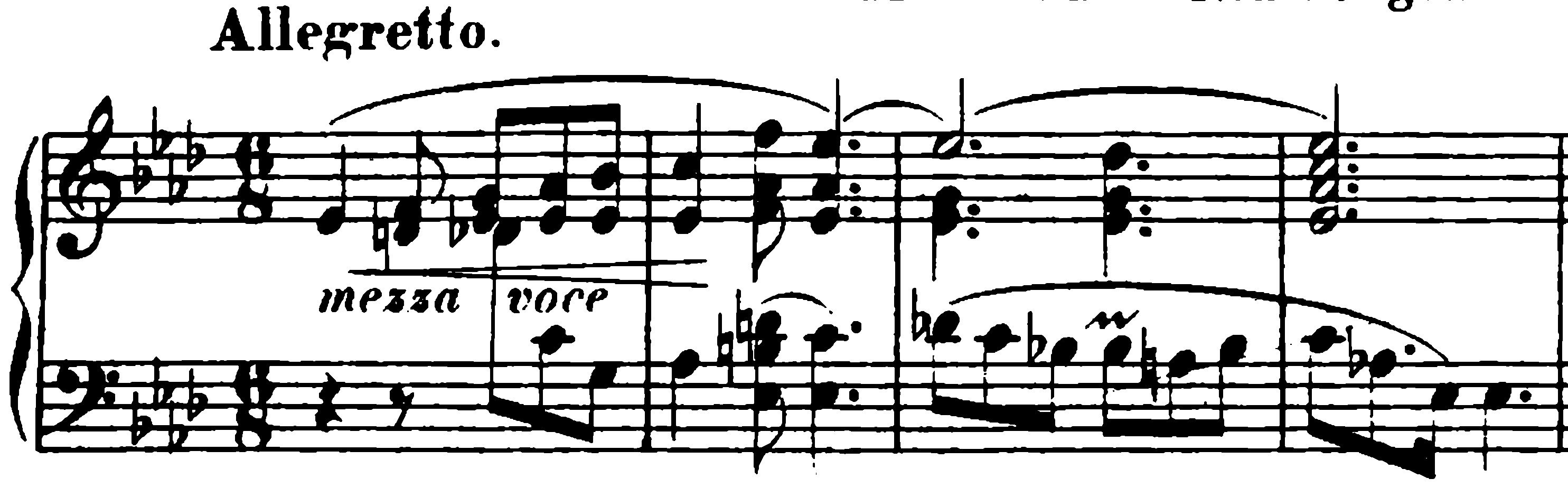
Тема баллады № 3
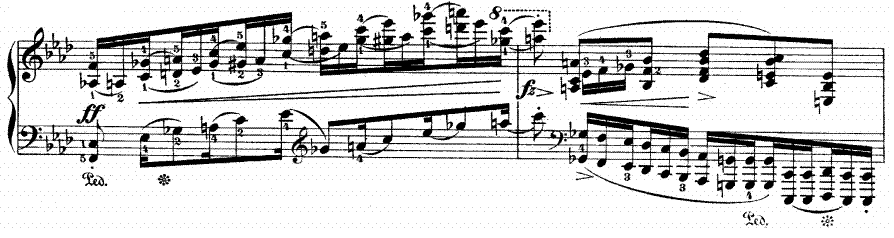
Кода баллады № 4